# Fray Gomita
Frate Gomita es un personaje de la Divina Comedia de Dante Alighieri, mencionado en el canto XXII, en la quinta fosa (bolgia) del octavo círculo, entre los estafadores.
En verdad no se lo encuentra directamente, sino que es citado por un compañero de condena, Ciampolo de Navarra, que lo define "vaso de todo fraude": vicario de Nino Visconti que dirigió 
el juzgado de Gallura en Cerdeña, cometió abundantes malversaciones de fondos hasta que no dejó huir a prisioneros bajo rescate, crimen por el cual fue condenado.